# Macrodorcas recta miekoae
Macrodorcas recta miekoae es una especie de coleóptero de la familia Lucanidae.

## Distribución geográfica
Habita en Japón.